# 雷斯耶爾維

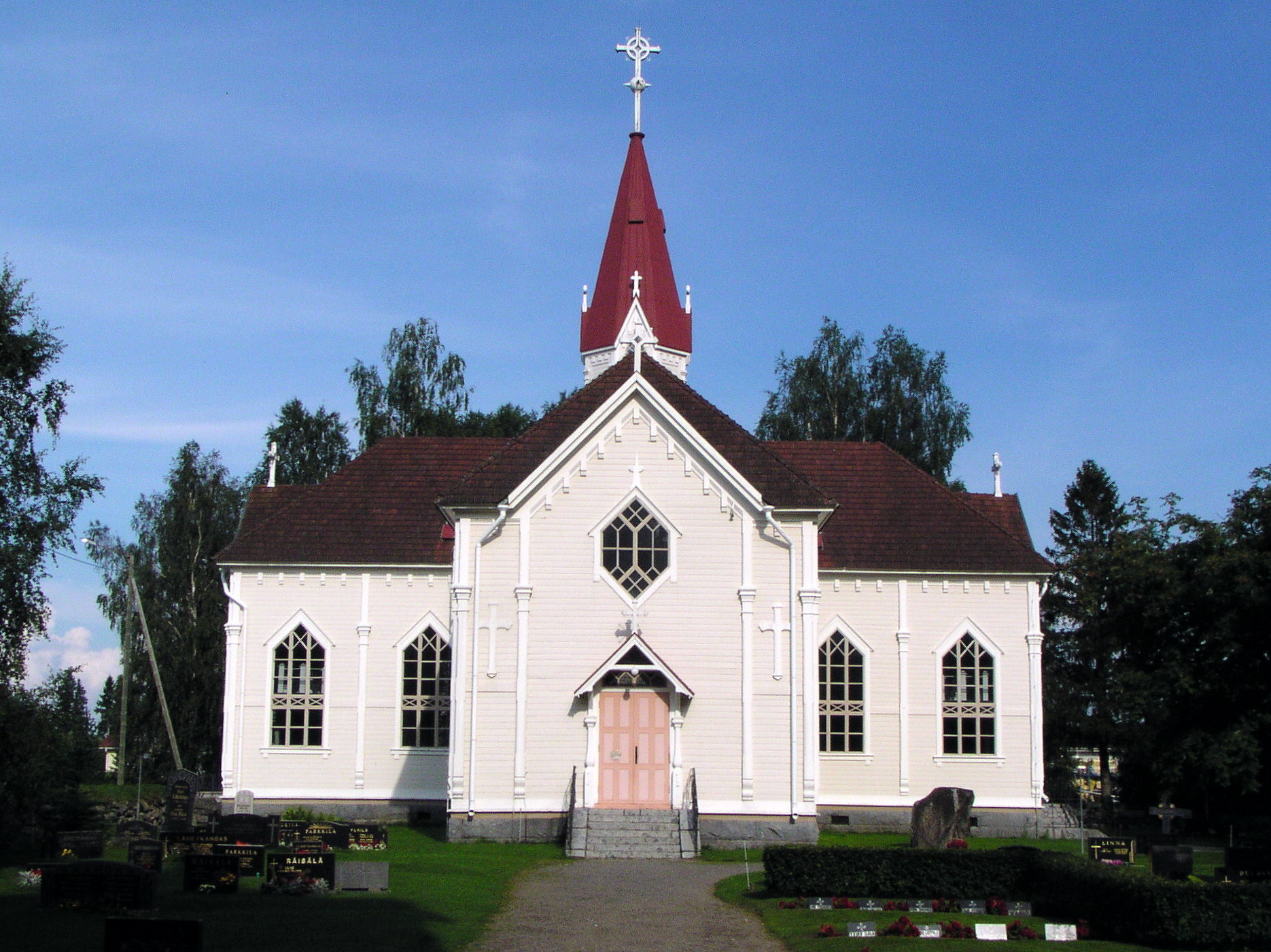
雷斯耶爾維教堂

雷斯耶爾維（芬蘭語：Reisjärvi）是芬蘭北博滕區的市鎮，位於該國中部，距離奧盧175公里，始建於1868年，面積503.17平方公里，2013年人口2,992，人口密度為每平方公里6.31人。

## 外部連結
- 雷斯耶爾維市镇官方网站 （文）